# Atomotricha
Atomotricha is een geslacht van vlinders van de familie sikkelmotten (Oecophoridae), uit de onderfamilie Oecophorinae.

## Soorten
- A. colligatella (Walker, 1864)
- A. chloronota Meyrick, 1914
- A. exsomnis Meyrick, 1913
- A. isogama Meyrick, 1909
- A. lewisi Philpott, 1927
- A. oeconoma Meyrick, 1914
- A. ommatias Meyrick, 1884
- A. prospiciens Meyrick, 1924
- A. sordida (Butler, 1877)
- A. versuta Meyrick, 1914